# Erpetogomphus sipedon
Erpetogomphus sipedon – gatunek ważki z rodziny gadziogłówkowatych (Gomphidae). Występuje na terenie Ameryki Środkowej.